# Amalosia jacovae
Espèce
Synonymes
- Oedura jacovae Couper, Keim & Hoskin 2007

Amalosia jacovae est une espèce de gecko de la famille des Diplodactylidae.

## Répartition
Cette espèce est endémique du Sud-Est du Queensland en Australie. 

## Étymologie
Cette espèce est nommée en l'honneur de Jeanette Adelaide Covacevich.

## Publication originale
- Couper, Keim & Hoskin, 2007 : A new velvet Gecko (Gekkonidae: Oedura) from south-east Queensland, Australia. Zootaxa, n. 1587, p. 27–41.